# منشأ مركب
يستخدم في المباني العالية فقط, وذلك لمقاومتة العالية للأحمال الجانبية. يتكون هذا النظام من نواة وهيكل.
هذه النواة تقاوم 90% من الأحمال الجانبية التي يتعرض لها المبنى, أما الهيكل فيقاوم 10%.
وفي هذا النظام يمكننا الاستغناء عن الأعمدة والاكتفاء بالنواة, بينما لا يمكننا الاستغناء عن النواة.

## مميزات هذا النظام (+)
1- ذو متانة عالية وقدرة عالية على مقاومة أحمال الرياح والزلازل.
2- إمكانية الحصول على فراغات كبيرة بالنظر إلى الأحمال العالية المؤثرة على المنشأ.

## عيوب هذا النظام (-)
1- تكلفتة عالية في الإنشاء.
2- إمكانية التعرض للشروخ والانهيارات بسبب تعرضها لأحمال جانبية عالية جداً مثل الزلازل.